# John Keill
John Keill, född 1 december 1671, död 31 augusti 1721, var en skotsk astronom.
Keill blev professor i fysik 1700 och i astronomi 1710 vid Oxfords universitet. Som lärjunge till Isaac Newton framkaste Keill 1708 i ett av sina arbeten en beskyllning mot Gottfried Wilhelm von Leibniz, att denne lånat idén till infinitesimalkalkylen från Newton framkallade därigenom den långa och häftiga prioritetsstriden rörande upptäckten av denna kalkyl.